# Isaac Cooper
Isaac Alan Cooper (Bundaberg, 7 de enero de 2004) es un deportista australiano que compite en natación, especialista en el estilo espalda.
Participó en dos Juegos Olímpicos de Verano, en los años 2020 y 2024, obteniendo una medalla de bronce como parte del relevo 4 × 100 m estilos mixto.
Ganó una medalla de oro en el Campeonato Mundial de Natación de 2024 y seis medallas en el Campeonato Mundial de Natación en Piscina Corta, en los años 2022 y 2024.

## Palmarés internacional
| Juegos Olímpicos                    | Juegos Olímpicos      | Juegos Olímpicos  | Juegos Olímpicos        |
| Año                                 | Lugar                 | Medalla           | Prueba                  |
| ----------------------------------- | --------------------- | ----------------- | ----------------------- |
| 2020                                | Tokio (Japón)         | Medalla de bronce | 4 × 100 m estilos mixto |
| Campeonato Mundial                  |                       |                   |                         |
| Año                                 | Lugar                 | Medalla           | Prueba                  |
| 2024                                | Doha (Catar)          | Medalla de oro    | 50 m espalda            |
| Campeonato Mundial en Piscina Corta |                       |                   |                         |
| Año                                 | Lugar                 | Medalla           | Prueba                  |
| 2022                                | Melbourne (Australia) | Medalla de oro    | 4 × 50 m libre          |
| 2022                                | Melbourne (Australia) | Medalla de oro    | 4 × 100 m estilos       |
| 2022                                | Melbourne (Australia) | Medalla de plata  | 50 m espalda            |
| 2022                                | Melbourne (Australia) | Medalla de bronce | 100 m espalda           |
| 2022                                | Melbourne (Australia) | Medalla de bronce | 4 × 50 m estilos        |
| 2024                                | Budapest (Hungría)    | Medalla de plata  | 50 m espalda            |